# Lys Assia
Lys Assia, właśc. Rosa Mina Schärer (ur. 3 marca 1924 w Rapperswilu, zm. 24 marca 2018 w Zurychu) – szwajcarska piosenkarka, zwyciężczyni 1. Konkursu Piosenki Eurowizji w 1956, trzykrotna reprezentantka Szwajcarii w konkursie: w 1956, 1957 i 1958.

## Kariera muzyczna
Karierę rozpoczynała jako tancerka. Podczas jednego z występów w 1940 zaproponowano jej pojawienie się na miejscu brakującego wokalisty. Wtedy zaczęła zajmować się śpiewaniem. Podczas II wojny światowej pracowała w wenezuelskiej firmie nadawczej. W czasach powojennych wystąpiła w kilku filmach: Palace Hotel (1952) i Ein Mann Vergißt die Liebe (1955). W tamtym czasie nagrała też kilka singli: „Moulin Rouge (Ein Lied aus Paris)” (1953), „O Mein Papa”, „Schwedenmädel” (1954) i and „Jolie Jacqueline” (1955). W tym czasie podpisała też siedmioletni kontrakt płytowy z amerykańską wytwórnią MCA Records, należącą do MCA Inc.

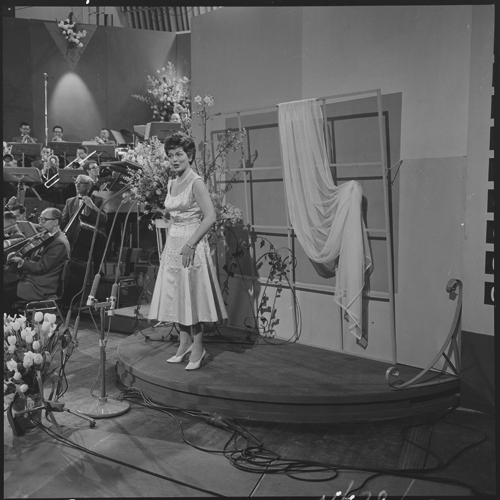
Assia w finale 3. Konkursu Piosenki Eurowizji (1958)

W 1956 otrzymała zaproszenie do reprezentowania Niemiec i Szwajcarii w 1. Konkursie Piosenki Eurowizji. W niemieckich selekcjach do konkursu bez powodzenia wystąpiła z piosenką „Ein kleiner Goldner Ring”, a w szwajcarskich eliminacjach z pięcioma utworami („Sei doch nicht so eifersüchtig”, „Das alte Karussell”, „Le bohémien”, „Addio bella Napoli”, „Refrain”). 24 maja w Lugano wystąpiła w konkursie z utworami „Das alte Karussell” i „Refrain”, z którym zwyciężyła w finale konkursu. W 1957, reprezentując Szwajcarię z utworem „L’enfant que j’étais”, zajęła ósme miejsce w finale 2. Konkursu Piosenki Eurowizji. W 1958 trzeci rok z rzędu reprezentowała kraj w konkursie, a 12 marca z piosenką „Giorgio” zajęła drugie miejsce w finale 3. Konkursu Piosenki Eurowizji.
W 1963 wydała dwa albumy studyjne: Songs i Lys Assia. W 1974 zaprezentowała pierwszy album kompilacyjny pt. O Mein Papa, którego reedycja miała premierę w 1995.

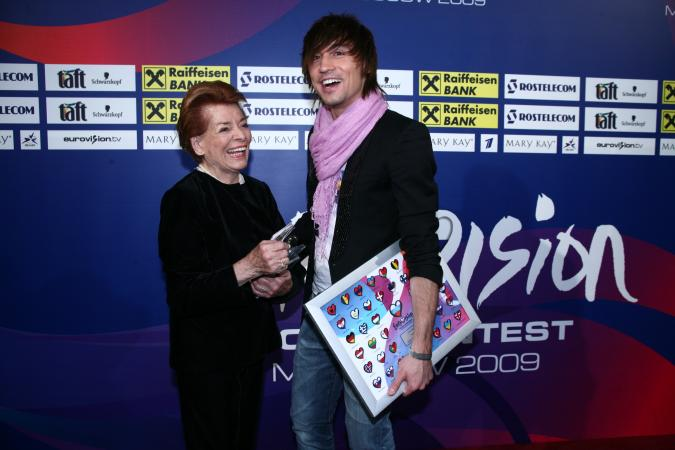
Assia i Dima Biłan na konferencji prasowej 54. Konkursu Piosenki Eurowizji (2009)

W 2007 nawiązała współpracę z Beatrice Egli, z którą nagrała materiał na album pt. Sag mir wo wohnen die Engel. W 2011 wydała składankę przebojów, zatytułowaną po prostu Lys Assia. Również w 2011 wyraziła chęć ponownego udziału w Konkursie Piosenki Eurowizji oraz uczestniczyła z utworem „C’était ma vie” w szwajcarskich eliminacjach do 57. Konkursu Piosenki Eurowizji. Była gościem honorowym podczas Eurowizji 2012 w Baku.

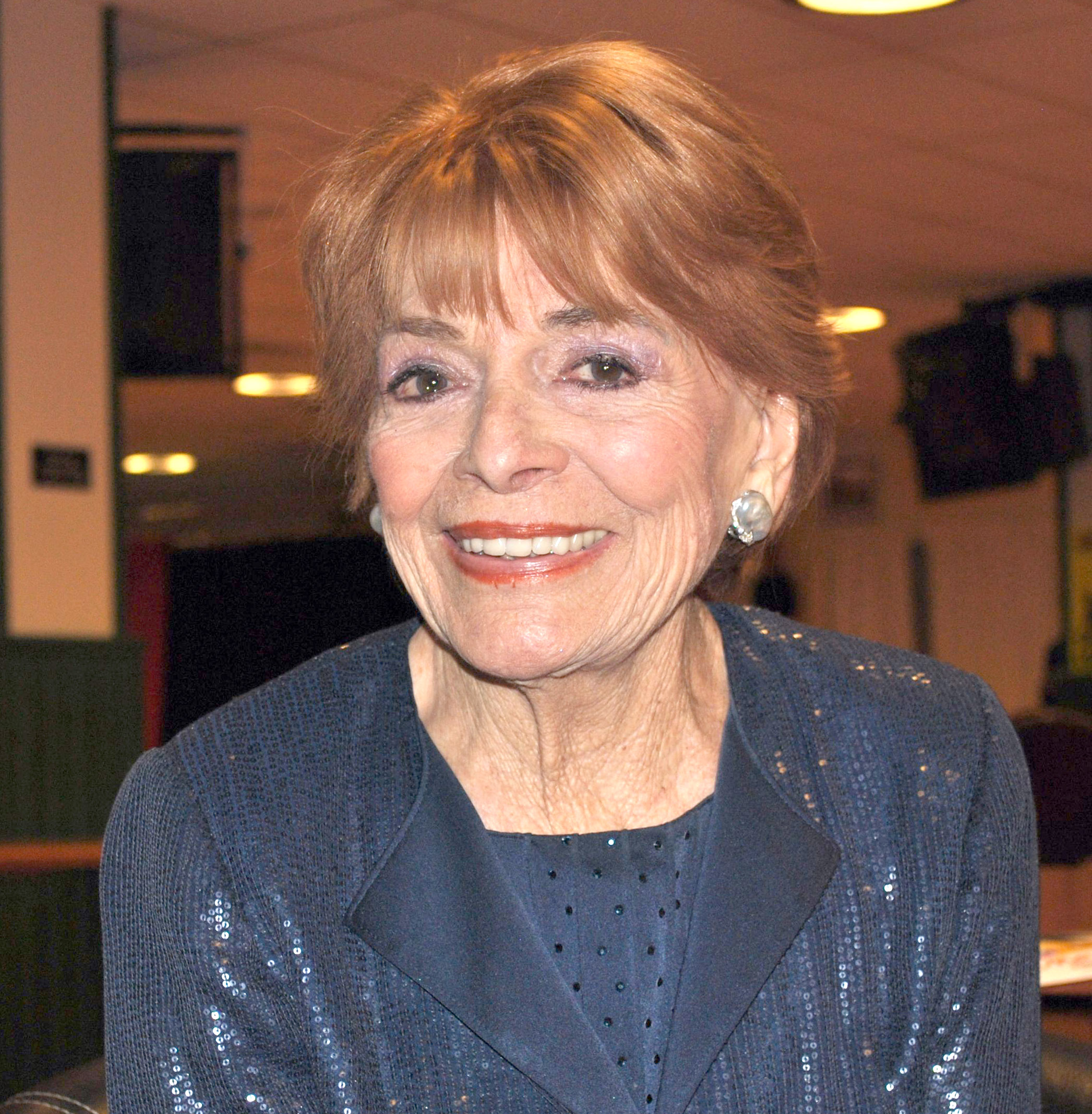
Assia (2012)

W 2013 wyraziła chęć udziału z utworem „All in Your Head” (nagranym z hip-hopową formacją New Jack) w programie Die grosse Entscheidungs Show wyłaniającym reprezentanta Szwajcarii w 58. Konkursie Piosenki Eurowizji. Utwór jednak nie dostał się do finału programu, a Assia nie kryła rozczarowania wynikami. Pojawiły się także doniesienia w mediach, jakoby miała reprezentować San Marino na Eurowizji 2013, co sama podsycała dwuznacznymi wpisami na portalach społecznościowych, jednak kilka dni później zdementowała plotki. Pojawiła się jako gość honorowy podczas konkursu.

## Życie prywatne
11 stycznia 1957 poślubiła Johanna Heinricha Kunza, który zmarł dziewięć miesięcy później na skutek poważnej choroby.
Komunikowała się biegle w ośmiu językach: niemieckim, francuskim, włoskim, angielskim, hiszpańskim, portugalskim, szwedzkim i duńskim.
W sylwestrową noc z 2004 na 2005 została zaatakowana i pobita przez złodzieja, który usiłował okraść ją w jej domu w Cannes. Po napadzie musiała poddać się operacji oka.
24 marca 2018 zmarła w szpitalu Zollikerberg Hospital w Zurychu.

## Dyskografia
Albumy studyjne
- Songs (1963)
- Lys Assia (1963)
- Sehnsucht nach Dir (2003)
- Lady in Blue (2005)
- Refrain des Lebens (2008)

Albumy kompilacyjne
- O Mein Papa (1974; reedycja w 1995)
- Sag mir wo wohnen die Engel (z Beatrice Egli; 2007)
- Lys Assia (2011)
- Die Großen Erfolge (rok nieznany)
- Lys Assia – Favoriten (rok nieznany)

Single
- „Oh mein Papa”
- „Ein kleiner goldner Ring”
- „Das alte Karussell”
- „Refrain”
- „Holland mädel”
- „Jolie Jacqueline”
- „L’enfant que j’étais”
- „Giorgio”
- „C’était ma vie”
- „All in Your Head” (z New Jack)